# Plínio Graça
Plínio Graça (Bananal, 24 de fevereiro de 1924 - Bananal, 30 de junho de 2011) foi um político brasileiro.
Foi provedor da Santa Casa da Misericórdia de Bananal de 1956 a 1976 e seguindo o exemplo de seu pai, o farmacêutico e ex-prefeito Ernani Graça, também foi prefeito da cidade entre 1963 a 1973 e vice-prefeito em 1959 e 1992.
Plínio foi o proprietário / administrador da Pharmácia Popular, uma farmácia / museu da cidade de Bananal, considerada a mais antiga em funcionamento no Brasil.